# Lingua kongo
Il kikongo o lingua kongo è la lingua bantu  parlata dalle popolazioni Bakongo che vivono in Repubblica Democratica del Congo, Repubblica del Congo, Angola e Gabon.

## Descrizione
È una lingua tonale ed è alla base della lingua Kituba (conosciuto anche come Kikongo ya leta), una lingua Bantu creola e la lingua franca nella Repubblica Democratica del Congo e nella Repubblica del Congo. Kikongo era parlata da molti di quelli che furono catturati e venduti come schiavi nelle Americhe.
Per questa ragione, oltre ad essere parlata nelle regioni precedentemente menzionate, forme creolizzate della lingua sono ritrovate nei discorsi rituali delle religioni provenienti dall'Africa in Brasile, Giamaica, Cuba e soprattutto ad Haiti. È anche l'origine della lingua parlata dai Gullah e dai creoli Palenquero in Colombia.
La maggior parte di coloro che parlano il kikongo vive in Africa. Ci sono circa sette milioni di persone che parlano il Kikongo, e altri due milioni che lo usano come seconda lingua.